# Герцогиня Мальфи
«Герцогиня Мальфи» (англ. The Duchess of Malfi) — «кровавая драма» английского драматурга Джона Уэбстера, написанная в 1612—1613 годах. Она была впервые исполнена в театре «Блэкфрайерс», затем перед более широкой аудиторией в театре «Глобус» в 1613—1614 годах.
Пьеса опубликована в 1623 году под названием «Трагедия герцогини Мальфи». Написана по мотивам новеллы Банделло, сюжеты которого многократно использовались и Шекспиром. Сборник новелл Банделло был переведен на французский язык под названием «Дворец наслаждений», а затем Пейнтером в 1567 году — на английский. Действие происходит в период между 1508 и 1513 годами. Прототипом главной героини пьесы была Джованна Арагонская, герцогиня Амальфи (1478-1510), чей отец Генрих Арагонский (маркграф Джераче) был незаконнорождённым сыном неаполитанского короля Фердинанда I. Она тайно обвенчалась с Антонио ди Болонья после смерти своего первого мужа Альфонсо Пикколомини, герцога Амальфи.
Пьеса начинается как история любви герцогини, которая вопреки желанию братьев тайно выходит замуж за представителя более низкого класса и приносит ему троих детей, а заканчивается трагедией, когда оба брата из мести подсылают к ней убийцу, чем губят и самих себя. «Герцогиня Мальфи» — яркий пример пристрастия к сценам насилия и ужасов, характерного для елизаветинской драмы. По ходу пьесы гибнут все основные действующие лица, включая маленьких детей.
Психологическая неоднозначность некоторых персонажей — особенно Босола (убийцы) и герцогини — и поэтический язык Уэбстера привели к тому, что пьеса не была забыта и последующими поколениями. В период классицизма она считалась шокирующей до вульгарности и примерно столетие (с середины XVIII до середины XIX века) не ставилась. В послевоенный период наибольший успех имели постановки Дж. Райлендса в театре «Хеймаркет» (1945, с Пегги Эшкрофт и Джоном Гилгудом), Королевской шекспировской труппы (1971, в роли герцогини — Джуди Денч), в Королевском национальном театре (1986, с Иэном Маккелленом в роли Босолы). Для первой бродвейской постановки (1946) текст пьесы адаптировал У. Х. Оден.
Театральные постановки этой пьесы играют существенную роль в фабуле детективных романов «Спящее убийство» (1976) за авторством Агаты Кристи и «Череп под кожей» (1982) за авторством Ф. Д. Джеймс. Вокруг такой постановки также вращается сюжет триллера Майка Фиггиса «Отель» (2001).